# Modesta Salazar Agulló
Modesta Salazar Agulló (Elx, 30 d'agost de 1960) és una infermera i política valenciana, diputada a les Corts Valencianes en la VIII legislatura.
Treballà com a administrativa i estudià infermeria a la Universitat de Granada, es llicencià a la Hogeschool Zeeland dels Països Baixos i el 1985 començà a treballar d'infermera a Almeria fins que el 1996 va obtenir una plaça al Servei Valencià de Salud. El 2007 es doctorà en la Universitat d'Alacant, on també és professora associada. Ha cooperat en projectes educatius i sanitaris en Bolívia, Perú, Sàhara Occidental i Guinea Bissau i de 2003 a 2008 ha estat vicedegana de l'Escola d'Infermeria d'Elx.
Alhora ha militat a l'agrupació del PSPV-PSOE d'Elx, on el 2008 fou portaveu de la comissió executiva municipal i participà en diversos comitès electorals. L'octubre de 2011 va substituir en el seu escó Dolores Huesca Rodríguez, elegida diputada a les eleccions a les Corts Valencianes de 2011 i que havia mort d'un càncer de pit.